# Epiphragma (Epiphragma) cubense
Epiphragma (Epiphragma) cubense is een tweevleugelige uit de familie steltmuggen (Limoniidae). De soort komt voor in het Neotropisch gebied.